# فالديريتشي
فالديريتشي (بالإيطالية: Valderice)‏ هي بلدية في مقاطعة تراباني في صقلية الإيطالية.

## السكان
في سنة 1861 بلغ عدد السكان 4٬871 نسمة، وتطور العدد ليصل في سنة 2011 لـ 11٬951 نسمة.
يظهر هذا المخطط البياني تطور النمو السكاني لـ فالديريتشي